# Irmgard Maenner
Irmgard Maria Maenner (* 17. Mai 1959 in Waldsassen) ist eine deutsche Hörspielautorin.

## Leben
Irmgard Maenner studierte nach dem Abitur italienische Philologie und Theaterwissenschaften. Sie erhielt mehrere Stipendien, darunter vom Literarischen Colloquium Berlin und der Filmstiftung Nordrhein-Westfalen. Nach Arbeiten an Theatern in Deutschland und Italien ist sie seit 1991 freischaffend tätig und schreibt Features, Hörspiele und Kurzprosa. Für Das Gewehr lebt wurde Maenner 2007 mit dem Featurepreis der Stiftung Radio Basel ausgezeichnet. 2019 erhielt Teure Schwalben die Auszeichnung als Hörspiel des Monats November.
2010 entstand mit Unterstützung eines weiteren Stipendiums der Robert-Bosch-Stiftung das Hörspiel Federland oder Der Sechzehnkindermann, in dem sie das Leben ihres Großvaters, des Druckereibesitzers und Verlegers Franz Josef Maenner, beleuchtet, der 1948 Suizid beging.
Irmgard Maenner hat zwei Töchter und lebt in Berlin.

## Hörspiele

### Autorin
- 1987 Sanatorium – Co-Autorin: Barbara Egger, Regie: Jörg Jannings (RIAS)
- 1993 Najade, Regie: Martin Daske (Deutschlandradio Berlin)
- 1995 Wiesau ist das Tor zur Welt. Exercitia spiritualia, Regie: Joachim Staritz (SDR)
- 1997 Mathilde, Regie: Christiane Ohaus (RB)
- 1998 Staub, Regie: Christiane Ohaus (RB/SDR)
- 1998 Zwei Frauen verreisen – eine davon ist mager, Regie: Marguerite Gateau (Deutschlandradio Kultur/SR)
- 2006 Katzenzungen, Regie: Judith Lorentz (SWF/Deutschlandradio Kultur)
- 2006 Das Gewehr lebt, Feature, Regie: Judith Lorentz (Deutschlandradio Kultur)
- 2008 Unaufhaltsam, Regie: Judith Lorentz (SWF)
- 2010 Federland oder Der Sechzehnkindermann, Feature, Regie: Judith Lorentz (Deutschlandradio Kultur)
- 2014 Lichtbogen, Regie: Judith Lorentz (Deutschlandradio Kultur)
- 2019 Teure Schwalben, Regie: Heike Tauch (DLF Kultur)

### Sprecherin
- 1994 Jan Faktor: Das Selbstbesudelungsmanifest fünf tapferer Literaturrevoluzzer, Regie: Olf Dziadek und Wolfgang Rindfleisch (SFB)

### Bearbeiterin (Wort)
- 1995 Giacomo Leopardi: Fammi felice – mach mich glücklich, Regie: Hans Gerd Krogmann (SFB)

### Übersetzerin
- 1999 Giovanni Boccaccio: Das Dekameron für das Radio neu erzählt von Regine Ahrem, Regie: Gottfried von Einem (RB)